# 3 Oddział NKWD Obwodu Nowosybirskiego
3 Oddział NKWD Obwodu Nowosybirskiego – jeden z oddziałów NKWD obwodu nowosybirskiego w azjatyckiej części ZSRR.
Instruktorami oddziału odnośnie do technik prowadzenia przesłuchań byli niejacy Tołmaczew i Kolesnikow.
Dzieje 3 Oddziału NKWD Obwodu Nowosybirskiego znane są m.in. dzięki relacjom byłego pracownika Sybłagu NKWD Aleksandra Szupikowa, który w lutym 1938 trafił do tej jednostki.